# Lupiac
 Lupiac  là một xã thuộc tỉnh Gers trong vùng Occitanie miền nam nước Pháp.

## Dân số
| Năm | 1850 | 1962 | 1968 | 1975 | 1982 | 1990 | 1999 | 2006 | 2007 |
| --- | ---- | ---- | ---- | ---- | ---- | ---- | ---- | ---- | ---- |
| Dân số | 1376 | 585  | 505  | 433  | 400  | 356  | 312  | 314  | 315  |
| From the year 1962 on: No double counting—residents of multiple communes (e.g. students and military personnel) are counted only once. |      |      |      |      |      |      |      |      |      |